# WINNERS FOREVER〜勝利者よ〜
「WINNERS FOREVER〜勝利者よ〜」（ウィナーズ・フォーエバー しょうりしゃよ）は、INFIXの楽曲。同グループ4枚目のシングルとして1993年4月21日にアポロンから発売された。

## 概要
infixのシングルとしては初となる売上10万枚越えと、オリコン100位圏内（最高38位）へのランクインを果たしている。また、シングル盤のほか、同年6月に発売されたアルバム『INNOCENT AGE』をはじめ、その後のinfixのアルバム盤にもたびたび収録されるなど、名実共にinfixを代表する曲である。
2006年3月24日に発売したアルバム『WINNERS FOREVER 21st century』には、セルフカバーされた同曲が収録されている。
元々は同年公開の映画『仮面ライダーZO』のためにINFIXが用意したもので、タイトルも当初は「Riders Forever」と題されていた。
当時infixがレギュラーを務めていたラジオ番組「FMナイトストリート〜パジャマプレス」で流されたこともあるが、歌詞の一部が原点回帰の作品ストーリーにあわない理由から最終的に本曲は同作品の主題歌には採用されず、中途半端な状態で残る。その後、この曲がガンダムシリーズの原作者である富野由悠季の目に止まり、タイトルと歌詞の一部を変更した上で、富野が総監督を務めたテレビアニメ『機動戦士Vガンダム』のエンディング曲として使用されることになった、という逸話がある。

## 収録曲
- 全作詞・作曲：長友仍世 / 編曲：板倉雅一、INFIX

1. WINNERS FOREVER〜勝利者よ〜
前述したように、『Vガンダム』の前期エンディングテーマとして第1話から第31話まで使用された。ただし、作中では早回しされており、記譜上の音程は同一だがピッチが若干高い。
2. 明日に向かって!!〜RUN FOR THE TOMORROW〜
3. WINNERS FOREVER〜勝利者よ〜（オリジナル・カラオケ）